# Плос ван Амстел, Корнелис
Корнелис Плос ван Амстел (нидерл. Cornelis Ploos van Amstel; 4 января 1726, Весп — 20 декабря 1798, Амстердам) — голландский художник: рисовальщик и гравёр, издатель гравюр и коллекционер произведений искусства.

## Биография
Плос ван Амстел был родом из города Весп провинции Северная Голландия, в 3 км к востоку от Амстердама (Амстел — название реки, протекающей через Амстердам). Он был учеником Норберта ван Блумена и Якобуса Байса, а позднее стал членом Амстердамского общества художников «Arte et Amicitia» (De Kunstkrans). Наиболее известен как коллекционер и мастер репродукционной гравюры (гравюр по живописным картинам других художников).
Он женился на Элизабет Трост, дочери художника Корнелиса Троста. Его учениками были Кристина Шалон, Вильгельм V, принц Оранский, Элизабет ван Вунсел и Херманус Петрус Схаутен. По словам Ван дер Аа, у него был художественный кабинет с более чем 5000 рисунками, в том числе многими работами Рембрандта. В 1800 году коллекция Корнелиса Плоса была продана на аукционе (без работ Рембрандта, которые были проданы позже) за огромную сумму в 109 406 гульденов.
Корнелис Плос ван Амстел был не только коллекционером, но также преподавал живопись. Он посещал лекции в Атенеуме (Athenaeum Illustre) в Амстердаме и написал оригинальный отчёт о лекциях Петруса Кампера. Вместе с Рейнером Винкелесом, Якобом Хоубракеном, Яном де Бейером и Каспаром Якобсом Филипсом он проиллюстрировал новый атлас Амстердама. Вместе с Якобом ван дер Шлеем он составил каталог произведений искусства, находящихся в Ратуше Амстердама, с краткими биографическими очерками о художниках.
Сотрудничал с гравёром, издателем и коллекционером Кристианом Йоси.